# 1954 en science
| Années de la science : 1951 - 1952 - 1953 - 1954 - 1955 - 1956 - 1957    |
| Décennies de la science : 1920 - 1930 - 1940 - 1950 - 1960 - 1970 - 1980 |

Cet article présente les faits marquants de l'année 1954 en science.

## Évènements
- 6 janvier : l'algorithme de Luhn, conçu par informaticien allemand d'IBM Hans Peter Luhn, est décrit dans un brevet américain accordé le 23 août 1960[1].
- 15 février : record du monde de plongée sous-marine (4 050 m au large de Dakar) battu par le bathyscaphe du commandant Georges Houot et de l’ingénieur Pierre Willm[2].

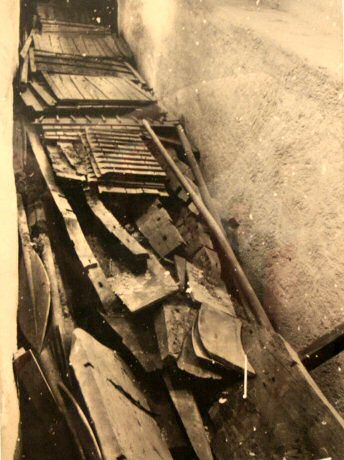
La barque funéraire démontée telle qu'elle est découverte en 1954

- 26 mai : la barque funéraire du pharaon Khéops est découverte par l'égyptologue égyptien Kamal el-Mallakh dans la nécropole de Gizeh, en Égypte[3].
- Mai : Tom Kilburn complète à l'université de Manchester la réalisation d'une machine qui fait des calculs en virgule flottante. Meg est à l'origine du Metro-Vickers MV950, le premier ordinateur transistorisé et ouvre la voie à la production en série[4].
- 10 novembre : John Backus publie la première version du langage informatique Fortran (Formula Translator)[5].
- 22 novembre : l’Institut Pasteur annonce dans le journal l’Aurore la mise au point d’un vaccin contre la poliomyélite par le professeur Pierre Lepine[6].
- 23 décembre : au Brigham Hospital à Boston, les docteurs Joseph E. Murray et J. Hartwell Harrison (en) réalisent la première greffe de rein réussie entre des patients génétiquement identiques[7].

### Sciences physiques

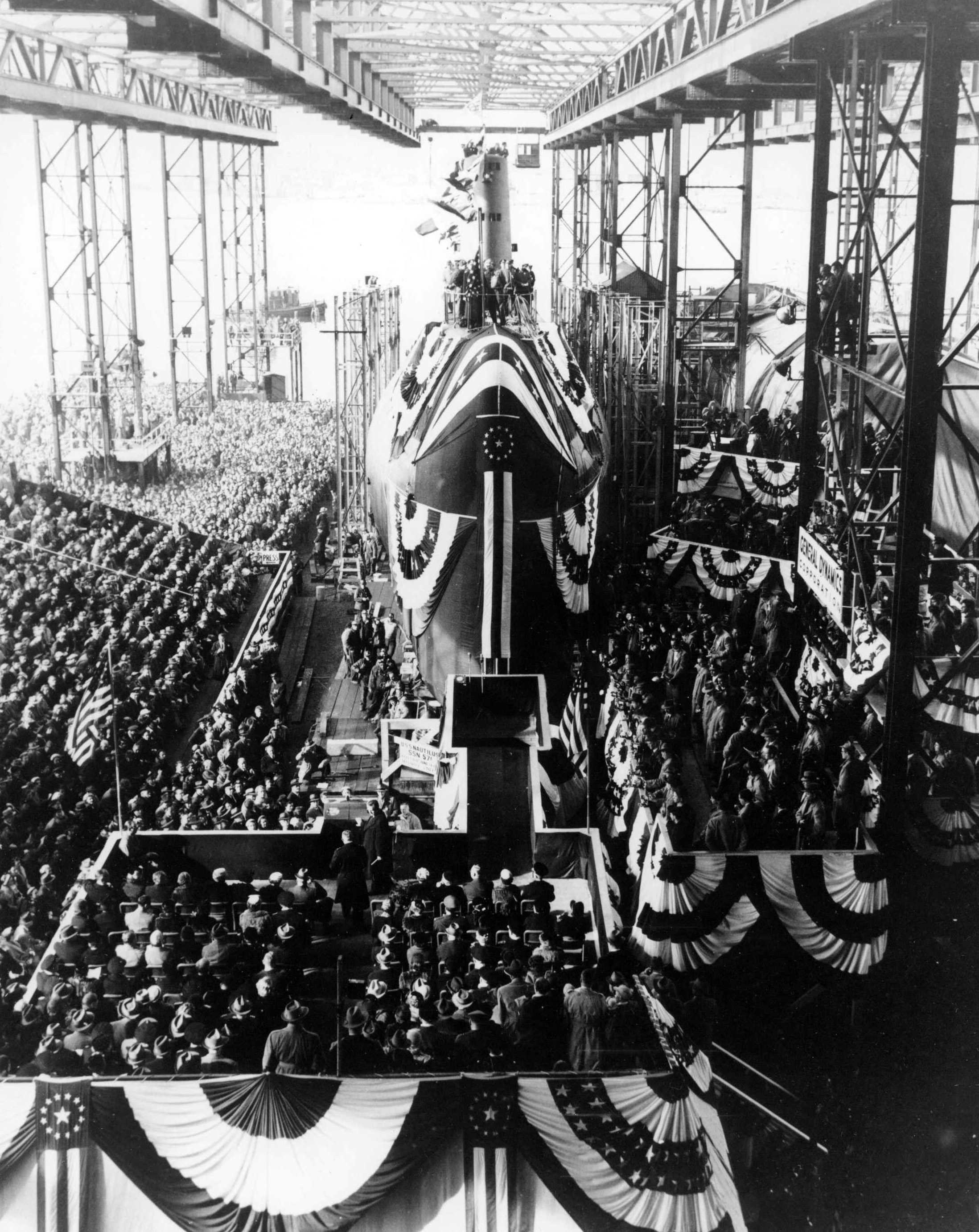
Le lors de son lancement.

- 21 janvier : lancement à Groton dans le Connecticut, du Nautilus, premier sous-marin nucléaire américain[8]. Il mesure 97 m de long et déplace 3 180 tonnes.
- 1er mars : explosion de la première bombe à hydrogène américaine lors de l'« Opération Bravo »[8]. Elle provoque la contamination de 236 habitants de l’île de d’Uyae, de 23 pêcheurs japonais et de 28 techniciens américains d’une centrale météo.
- 11 mars : le chimiste italien de l'École polytechnique de Milan Giulio Natta réussit la polymérisation du polypropylène. En 1951, le chimiste allemand Karl Rehn de Hoechst à Francfort a produit indépendamment du polypropylène avec un catalyseur Ziegler sans reconnaitre l’importance de sa découverte[9].
- 25 avril : les laboratoires Bell présentent à la presse une cellule solaire à base de silicium capable de transformer directement les rayons du Soleil en énergie électrique avec un rendement énergétique de 6 %, réalisée par les physiciens américains Gerald Pearson, Daryl Chapin (en) et Calvin Souther Fuller (en)[10].
- 29 septembre : ratification définitive de la Convention du CERN (Centre européen de recherches nucléaires), basé à Meyrin en Suisse[11].
- 16 décembre : l’équipe de Francis Bundy et Tracy Hall, des laboratoires de la General Electric, réussissent la première synthèse de diamants artificiels confirmée.

- Gerhart Lüders[12] et Wolfgang Pauli (en 1955[13]) établissent indépendamment des démonstrations explicites du théorème de la symétrie CPT, symétrie des lois physiques pour les transformations impliquant de manière simultanée la charge, la parité et le temps[14].

### Technologie
- 21-26 janvier : General Motors présente la première automobile propulsée par une turbine à gaz, la Firebird XP-21 lors du General Motors Motorama au Waldorf-Astoria à New York[15].
- 5 mars, Royaume-Uni : lancement d’Explorer, alors le sous-marin le plus rapide du monde[16].
- 20 mars : le magazine Billboard du 27 mars rapporte l'introduction de la technique de la haute fidélité par les compagnies de disques « Decca », « Columbia » et « MGM »[17].
- 25 mars : le RCA CT-100, le premier téléviseur couleur commercialisé, est mis sur le marché par la compagnie Radio Corporation of America[18].
- 25 avril : les laboratoires Bell présentent une cellule photovoltaïque en silicium ayant une efficacité de 6 %[19].
- 18 octobre : Texas Instruments annonce le lancement du premier récepteur radio à transistor commercial, le Regency TR-1 (en), fabriquée à Indianapolis[20].
- La machine à café Wigomat, apparue en 1954, est la première cafetière électrique[21].

## Publications
- François Jacob : Les Bactéries lysogènes et la Notion de provirus, éditions Masson.
- Alfred Kinsey : Sexual Behavior in the Human Female.

## Prix
- Prix Nobel

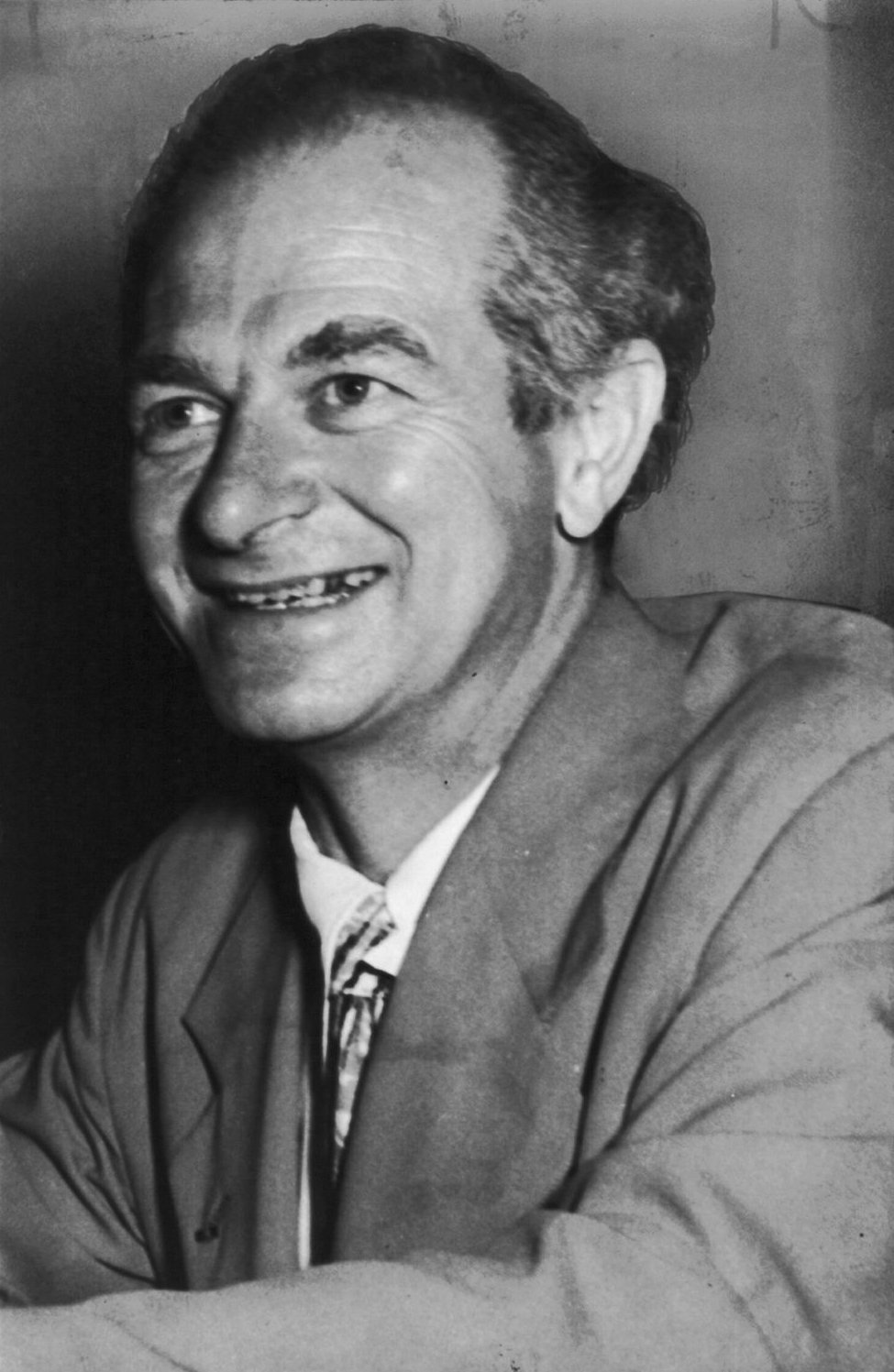
Linus Pauling

  - Physique : Max Born, Walther Wilhelm Georg Bothe (Allemands, mécanique quantique, méthode des coïncidences).
  - Chimie : Linus Carl Pauling (Américain, macro-molécules).
  - Physiologie ou médecine : John Franklin Enders, Thomas Huckle Weller, Frederick Chapman Robbins (Américains, poliomyélite).

- Prix Lasker
  - Prix Albert-Lasker pour la recherche médicale fondamentale : Edwin B. Astwood, John Franklin Enders, Albert Szent-Györgyi
  - Prix Albert-Lasker pour la recherche médicale clinique : Alfred Blalock, Helen Taussig, Robert Edward Gross

- Médailles de la Royal Society
  - Médaille Copley : Edmund Whittaker
  - Médaille Darwin : Edmund Brisco Ford
  - Médaille Davy : James Wilfred Cook
  - Médaille Hughes : Martin Ryle
  - Médaille royale : Hans Adolf Krebs, John Cockcroft
  - Médaille Rumford : Cecil Reginald Burch

- Médailles de la Geological Society of London
  - Médaille Lyell : John Baird Simpson (en)
  - Médaille Murchison : Kenneth Arthur Davies
  - Médaille Wollaston : Leonard Johnston Wills

- Prix Jules-Janssen (astronomie) : Otto Struve
- Médaille Bruce (Astronomie) : Bertil Lindblad
- Médaille Fields : Kunihiko Kodaira (japonais), Jean-Pierre Serre (Français)
- Médaille Linnéenne : Felix Eugen Fritsch
- Médaille d'or du CNRS : Émile Borel

## Naissances

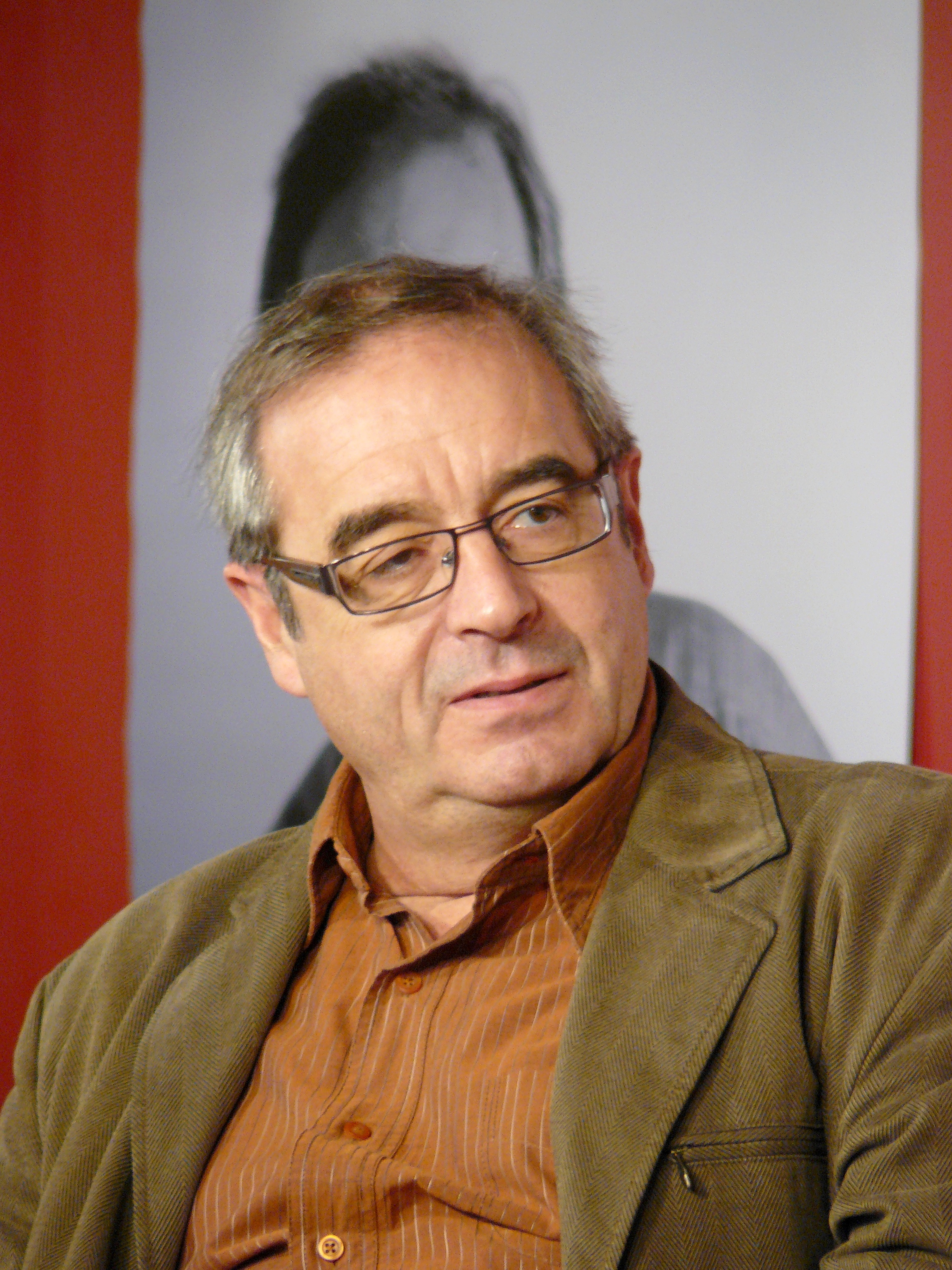
Pascal Picq

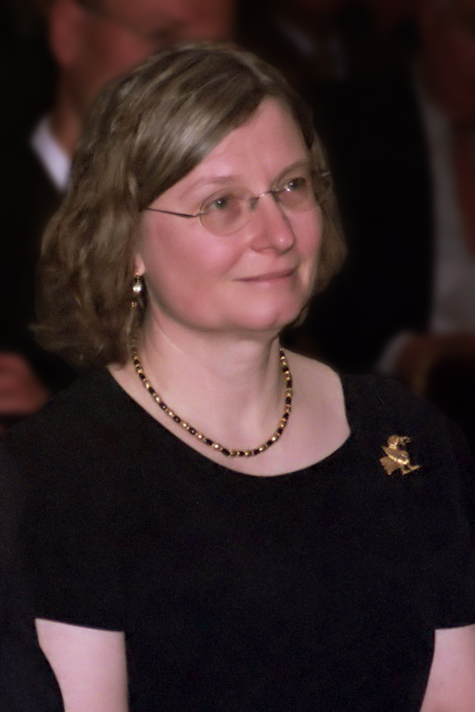
Ingrid Daubechies

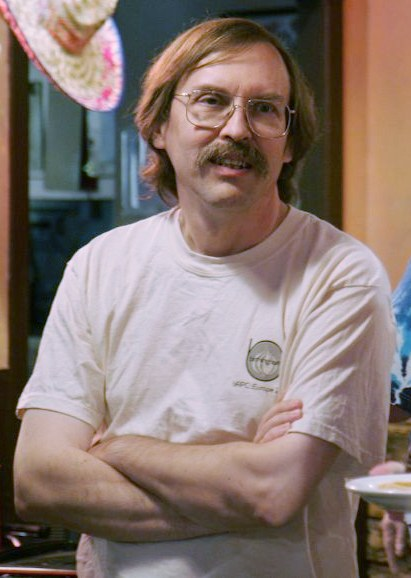
Larry Wall

- 19 janvier : Marshall Kirk McKusick, informaticien américain.
- 22 janvier : Pascal Picq, paléoanthropologue français.
- 27 janvier : Brigitte Senut, paléontologue française.
- 30 janvier : Thomas Ebbesen, physico-chimiste norvégien.

- 9 février :
  - Ulrich Walter, spationaute allemand.
  - Kevin Warwick, scientifique britannique et professeur de cybernétique.
- 12 février : Philip Zimmermann, cryptologue, créateur de Pretty Good Privacy (PGP).
- 16 février : Jean-Marie Hullot, informaticien français.
- 20 février : Vassili Tsibliev, cosmonaute soviétique.

- 4 avril : Daniel Kottke, ingénieur informatique américain.
- 17 avril : Hans Dobbertin (mort en 2006), cryptologue allemand.
- 10 mai : Dima Grigoriev, mathématicien et informaticien théoricien d'origine russe français.
- 16 mai : Dafydd Rhys Williams, spationaute canadien.
- 23 mai : Jean-Luc Brédas, chimiste belge.
- 23 mai : Keith Campbell (mort en 2012), biologiste ayant participé au clonage de la brebis Dolly.

- 16 juin : Jeffrey S. Ashby, astronaute américain.
- 20 juin : Ilan Ramon (mort en 2003), colonel de l’armée de l’air et astronaute israélien.
- 27 juin : Bob Scheifler (en), informaticien américain.
- 30 juin : Gregory C. Johnson, astronaute américain.

- 17 août : Ingrid Daubechies, physicienne et mathématicienne belge naturalisée américaine.
- 18 août : Umberto Guidoni, spationaute italien.
- 23 août : Philip Emeagwali, informaticien et mathématicien nigérian.
- 31 août : Christian Geffray (mort en 2001), anthropologue français.

- 15 septembre : Nicholas Kaiser (mort en 2023), cosmologiste britannique.
- 17 septembre : Marion Guillou, agronome française.
- 18 septembre : Takao Doi, spationaute japonais.
- 27 septembre : Larry Wall, informaticien américain.
- 29 septembre : Geoffrey Marcy, astronome américain.

- 2 octobre : Guy Lewis Steele, Jr., informaticien américain.
- 12 octobre : Verdiana Masanja, mathématicienne et physicienne tanzanienne.
- 15 octobre : John Ousterhout, informaticien américain.
- 3 novembre : Kevin P. Chilton, astronaute américain.
- 6 novembre : Gabriel Sandu, logicien et philosophe finlandais.
- 8 novembre : Bill Joy, ingénieur informatique américain, cofondateur de Sun Microsystems.
- 13 novembre : Scott McNealy, chef d'entreprise américain, cofondateur et PDG de Sun Microsystems.
- 21 novembre : René Cougnenc (mort en 1996), informaticien français.
- 14 décembre : Steven MacLean, spationaute canadien et directeur de l'Agence spatiale canadienne depuis 2008.

- Juan Luis Arsuaga, archéologue et anthropologue espagnol.
- Peter Brown, paléontologue australien.
- Daniel Lincot, chimiste français.
- Yoshikane Mizuno, astronome japonais.
- Toshirō Nomura, astronome japonais.
- Rafael Pacheco, astronome amateur espagnol.
- Judy Raper, ingénieure chimiste australienne.
- Piero Sicoli, astronome amateur italien.

## Décès

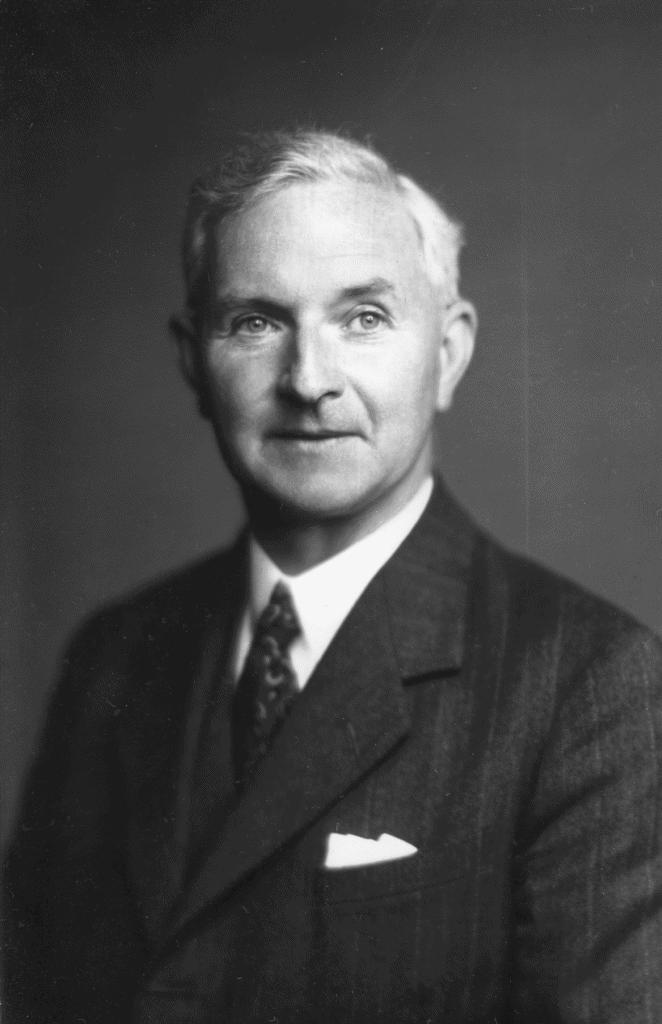
John Lennard-Jones

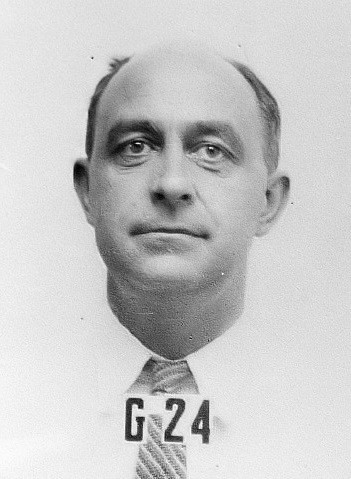
Enrico Fermi

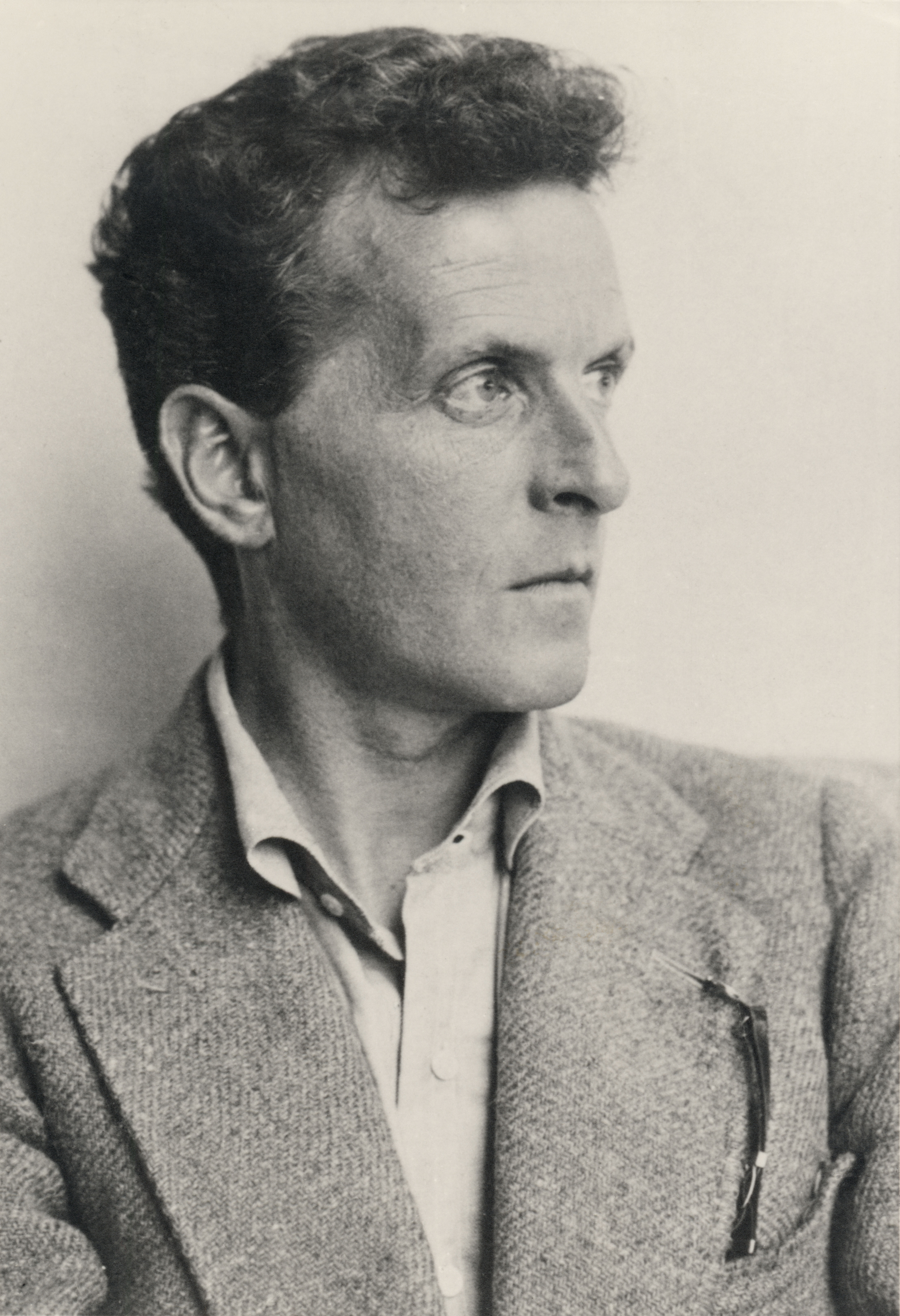
Ludwig Wittgenstein

- 7 janvier : Louis Leschi (né en 1893), historien, épigraphiste et archéologue français.
- 26 janvier : Maurice Leenhardt (né en 1878), pasteur et ethnologue français.
- 28 janvier : Ernest Esclangon (né en 1876), astronome et mathématicien français.
- 3 mars :
  - Hendrik de Vries (né en 1867), mathématicien et historien des sciences néerlandais.
  - Walter Grotrian (né en 1890), astronome et astrophysicien allemand.
- 7 mars : Otto Paul Hermann Diels (né en 1876), chimiste allemand.
- 30 mars : Fritz London (né en 1900), physicien théoricien allemand et américain.
- 10 avril : Auguste Lumière (né en 1862), ingénieur et réalisateur français.
- 29 avril : Ludwig Wittgenstein (né en 1889), philosophe et mathématicien autrichien.
- 7 mai : Henri Mineur (né en 1899), mathématicien, astrophysicien et astronome français.
- 7 juin : Alan Turing (né en 1912), mathématicien anglais se suicide, persécuté pour son homosexualité.
- 13 juillet :
  - Jacques E. Brandenberger (né en 1872), chimiste et ingénieur textile suisse, inventeur de la Cellophane.
  - Théophile Moreux (né en 1867), astronome et météorologue français.
- 16 juillet : Henri Frankfort (né en 1897), égyptologue néerlandais.
- 10 septembre : Auguste Darzens (né en 1867), chimiste français.
- 1er novembre : John Lennard-Jones (né en 1894), physicien théoricien, chimiste théoricien anglais.
- 14 novembre :Alpheus Hyatt Verrill (né en 1871), naturaliste américain.
- 17 novembre : Tadeusz Banachiewicz (né en 1882), astronome, mathématicien et géodésiste polonais.
- 25 novembre : Denis Peyrony (né en 1869), préhistorien français.
- 28 novembre : Enrico Fermi (né en 1901), physicien italien, prix Nobel de physique en 1938.
- 7 décembre : Charles Elmer (né en 1872), astronome américain, cofondateur de PerkinElmer.
- 21 décembre : Petre Sergescu (né en 1893), mathématicien et historien de l'art roumain.